# 友へ (清木場俊介の曲)
「友へ」（ともへ）は、清木場俊介の通算21枚目のシングル。2017年2月8日にSPEEDSTAR RECORDSより発売された。 

## 概要
前作「蜉蝣 〜カゲロウ」より約1年半ぶりのリリースで、アルバム『REBORN』からの先行シングル。
シングルのリリースに先立ち、2016年12月17日に先行配信された。配信シングルのジャケットには、2016年にEXILE ATSUSHIよりライブでの共演依頼を受けた日の夜に握手した際に、自らスマートフォンで撮影した写真を使用している。
シングルは完全生産限定盤A（唄い屋 RED）、完全生産限定盤B（唄い屋 BLACK）、通常盤の3形態で発売され、初回数量限定盤には清木場特製の“唄い屋”今治タオル（Aは赤色、Bは黒色）が付属。
なお、本作がSPEEDSTAR RECORDSより発売された清木場の最後のシングル作品となった。

## 収録曲
全作詞：清木場俊介
1. 友へ (6:27)
作曲：清木場俊介
EXILE時代のパートナーであるATSUSHIへの友情を題材とした楽曲[3]。2016年春頃にライブハウスツアーに向けて新曲のレコーディングをレコード会社側から提案されたものの、清木場自身が満足できる楽曲ができずにいた。その中でATSUSHIより東京ドームで行なわれるライブでの共演依頼を受け、そこから「ATSUSHIに対する気持ちを書こう」と決めたことから本作が書かれた[3][8]。MVは2016年12月17日に東京国際フォーラム ホールAで開催された『CHRISTMAS CONCERT 2016 「WHITE ROCK III」』で初公開された[9]。
2. 六花 (6:18)
作曲：清木場俊介
アルバム『REBORN』には収録されていないが、同作の初回限定盤に付属のDVDにMVが収録されている[10]。
3. ずっとありがとう (3:07)
作曲：川根来音
4. 友へ -instrumental- (6:24)

## 収録アルバム
友へ - REBORN